# 2000年夏季奥林匹克运动会现代五项比赛
2000年夏季奥林匹克运动会现代五项比赛于2000年9月30日至10月1日举行。比赛场地分别为悉尼穹顶体育馆（击剑和射击）、悉尼国际水上运动中心（游泳）和悉尼棒球场（马术和越野跑）。这是奥运现代五项历史上首次引入女子小项。共有24名男选手和24名女选手参加此次比赛。

## 奖牌得主
| 项目 | 金牌                                    | 银牌                          | 铜牌                           |
| 男子 | 德米特里·斯瓦特科夫斯基 · 俄罗斯（RUS） | 鲍洛格·加博尔 · 匈牙利（HUN） | Pavel Dovgal · 白俄罗斯（BLR） |
| 女子 | 斯蒂芬妮·库克 · 英国（GBR）             | Emily de Riel · 美国（USA）   | 凯特·艾伦比 · 英国（GBR）      |

## 奖牌榜
| 排名                     | 国家 / 地区              | 金牌 | 銀牌 | 銅牌 | 总计 |
| ------------------------ | ------------------------ | ---- | ---- | ---- | ---- |
| 1                        | 英国（GBR）              | 1    | 0    | 1    | 2    |
| 2                        | 俄罗斯（RUS）            | 1    | 0    | 0    | 1    |
| 3                        | 匈牙利（HUN）            | 0    | 1    | 0    | 1    |
| 3                        | 美国（USA）              | 0    | 1    | 0    | 1    |
| 5                        | 白俄罗斯（BLR）          | 0    | 0    | 1    | 1    |
| 总计（共5个国家 / 地区） | 总计（共5个国家 / 地区） | 2    | 2    | 2    | 6    |